# John Ross (tennis)
Pour les articles homonymes, voir Ross et John Ross.
John Ross, né le 29 février 1964 à San Diego, est un ancien joueur américain de tennis.

## Carrière
En 1987, il atteint la finale du Tournoi de Rye Brook alors qu'il est seulement 256e mondial et s'est qualifié pour le tableau principal. Il bat notamment Thomas Muster en quart de finale. En finale, il rencontre le Suédois Peter Lundgren contre qui il s'incline en trois sets (7-6, 5-7, 3-6). Il participe la même semaine aux qualifications de l'US Open. En un jour, il perd la finale à Rye Brook mais s'impose au dernier tour des qualifications. Au premier tour de l'US Open, il s'incline contre la 3e tête de série Mats Wilander.

## Palmarès

### Finale en simple (1)
- 1987 : Rye Brook